# Palech
Palech (Russisch: Палех) is een kleine plaats (nederzetting met stedelijk karakter; p.g.t.) in het zuiden van de Russische oblast Ivanovo en vormt het bestuurlijk centrum van het district Palechski hierbinnen. De plaats behoort tot de Gouden Ring van Rusland. De plaats telde 5.814 inwoners bij de volkstelling van 2002 tegen 6.202 bij die van 1989 en is het meest bekend om de Palechse miniaturen.

## Geografie
De plaats ligt in het zuiden van de oblast, op 64 kilometer van de hoofdstad Ivanovo en 30 kilometer ten oosten van de meest nabijgelegen stad Sjoeja, aan de autoweg Ivanovo - Nizjni Novgorod. Door de plaats stroomt de rivier de Palesjka.

## Geschiedenis
Palech ontstond volgens mondelinge overleveringen op zijn laatst in de 15e eeuw en bleef tot ver in de 20e eeuw een klein dorp. De plaatsnaam is van Fins-Oegrische oorsprong en doet het vermoeden rijzen dat de plek of haar omgeving reeds ver voor de 12e eeuw bewoond werd. In de 15e eeuw behoorde het dorp tot een zoon van tsaar Ivan IV (de verschrikkelijke). Tegen het einde van die eeuw werd er een houten kerkje gebouwd; een voorganger van de huidige Kruisverheffingskerk in de plaats.
Vermoed wordt dat in de 16e eeuw in Palech werd begonnen met het schilderen van iconen, daar Palech toen uitgroeide tot een handelsplaats, waarin ook houtsnijders actief waren. Aan het begin van de 18e eeuw ontstond een eigen stijl van iconografie, die onder andere aanknoopte bij de tradities van het oude Vladimir-Soezdal. In de 19e eeuw werd het een belangrijk centrum voor de Russische iconografie en muurschilderingen. Een bekend voorbeeld hiervan zijn de iconen en muurschilderingen in de lokale Kruisverheffingskerk.
Na de Oktoberrevolutie in 1917 verdween de icoonschilderkunst bijna volledig als gevolg van de anti-religieuze staatscampagne van de communisten. In 1924 ontstond in de plaats echter wel een artel van kunstenaars die hun iconografische traditie voortzetten door papier-machédoosjes gingen beschilderen met gebruikmaking van methoden uit de iconografie (vernisminiaturen). Ze gebruikten hiervoor met name temperaverf van lichte kleuren boven een zwarte achtergrond. In het werk worden vaak thema's uit het dagelijks leven, sprookjes, literaire werken en volksliedjes verbeeld. Deze zogenaamde Palech-miniaturen worden ook nu nog gemaakt. De iconografie werd na de val van de Sovjet-Unie ook weer opgepakt.
In de sovjetperiode werden er een aantal fabrieken opgezet (waaronder een aantal textielfabrieken) en in 1947 kreeg Palech de status van nederzetting met stedelijk karakter. Met de val van de Sovjet-Unie ging de industrie failliet en bleven alleen een kunstschool en de houtwerkplaatsen over. De plaats richt zich sindsdien op het eerder genoemde handwerk en op het toerisme; de plaats is namelijk opgenomen in de Gouden Ring van Rusland.

## Bezienswaardigheden
In Palech bevinden zich een aantal musea en werkplaatsen, zoals een museum voor Palechse kunst, een huismuseum van schilder Pavel Korin, een museum en werkplaats van volksartiest Nikolaj Golikov, een huismuseum van de stichter van de Palechse miniatuur Ivan Golikov, een museum gewijd aan beeldhouwer Nikolaj Dydykin en de werkplaatsen van Vjatsjeslav Morokin en Anna Kotoechinoj. Het belangrijkste gebouw is de Kruisverheffingskerk, die werd gebouwd tussen 1762 en 1774 met klokkentoren, 18e-eeuwse iconostase en een schildering van de meesters uit Jaroslavl (1807). Een andere kerk is de Iljinskajakerk, waar zich een oude begraafplaats bevindt.

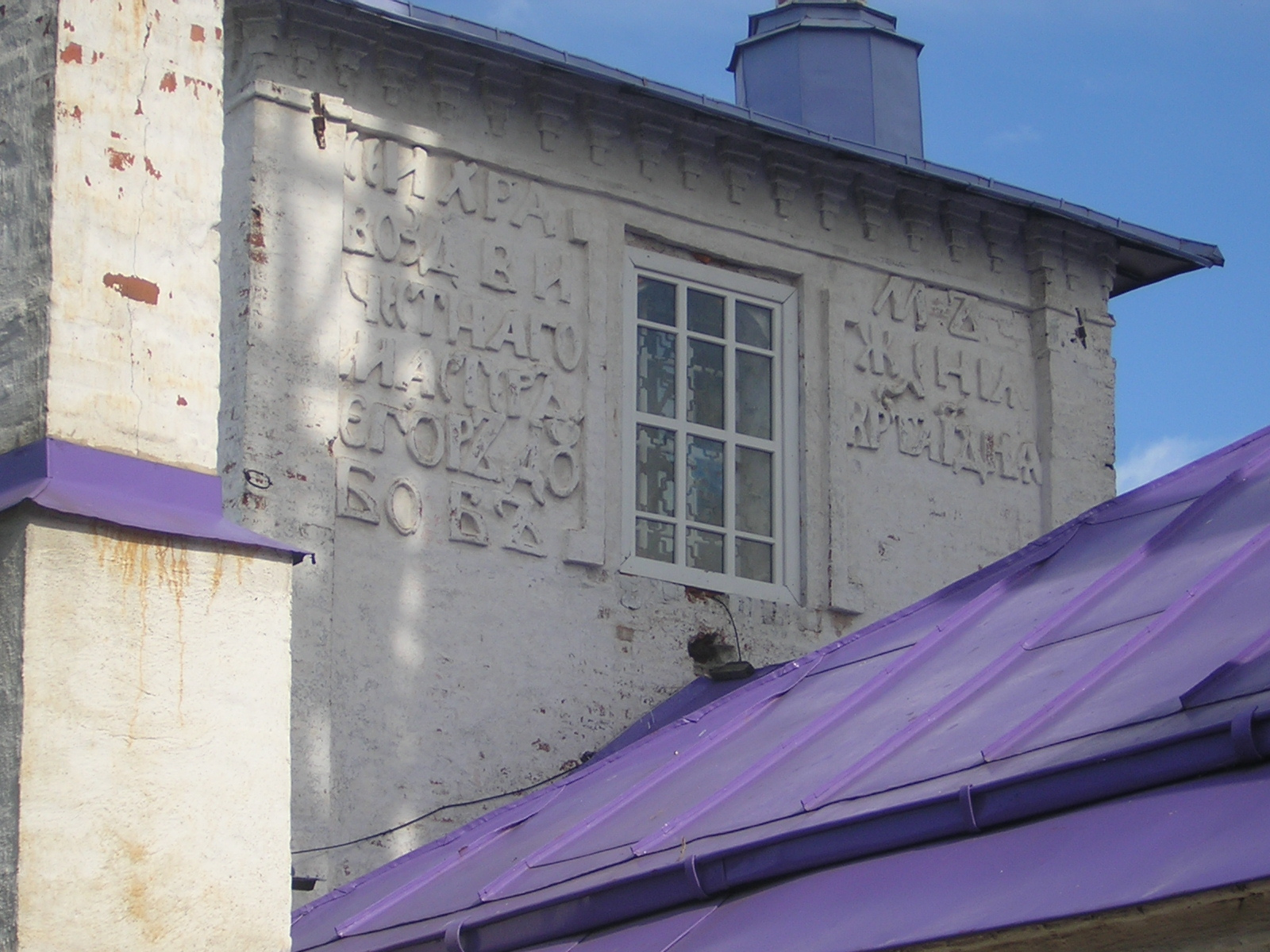
Fragment van de westmuur van de Kruisverheffingskerk
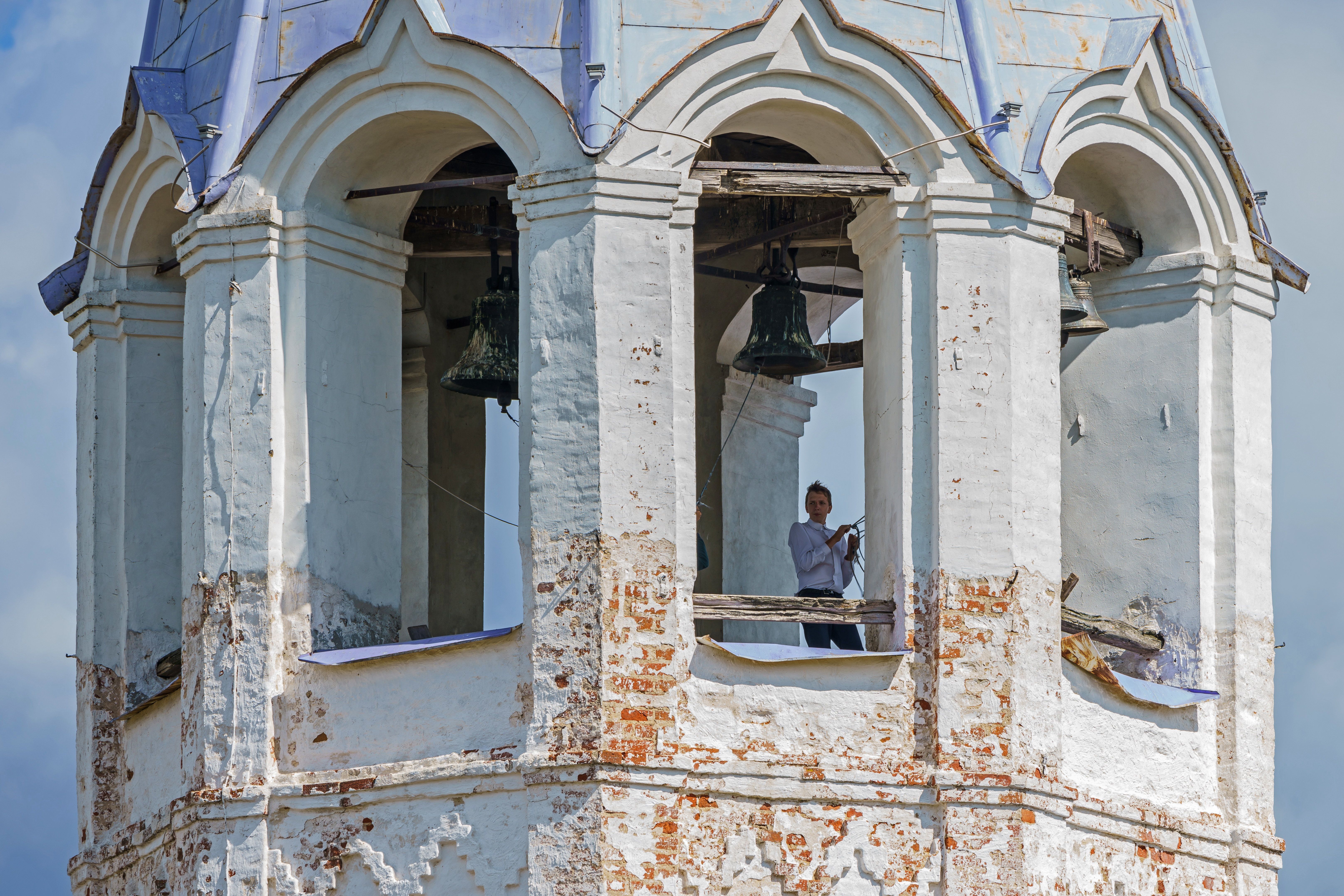
Klokkentoren van de Kruisverheffingskerk